# Hüseyn Ərəblinski

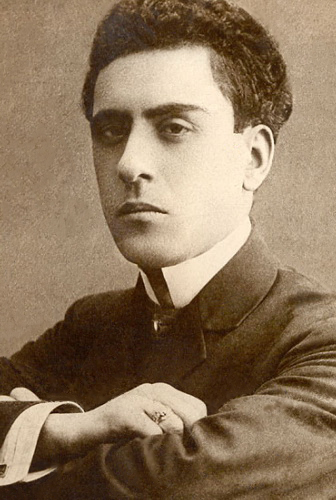
Hüseyn Ərəblinski

Hüseyn Ərəblinski (aserbaidschanisch Hüseyn Məmməd oğlu Ərəblinski, Geburtsname Xələfov, eingedeutscht Chäläfow; * 1881 in Baku, Gouvernement Baku, Russisches Kaiserreich; † 5. März 1919, Baku, Demokratische Republik Aserbaidschan) war ein aserbaidschanischer Schauspieler und Regisseur. Er gilt als einer der Pioniere des aserbaidschanischen Musiktheaters und Gründer der professionellen Theaterkunst in Aserbaidschan.

## Werdegang
Ərəblinski wurde als Hüseyn Xələfov in die Familie eines Seemanns hineingeboren. Die Xələfov-Dynastie stammte ursprünglich aus Lənkəran, dem Süden Aserbaidschans. Noch als Kleinkind verlor der künftige Schauspieler seinen Vater und wuchs in ärmlichen Verhältnissen auf. Aufgrund finanzieller Engpässe musste er einer Mullah-Schule, die er einige Jahre besuchte, fernbleiben. Im Alter von 14 Jahren wurde Ərəblinski auf Initiative von Həbib bəy Mahmudbəyov, einem der prominentesten Aufklärer jener Zeit, in die “Dritte Russisch-Tatarische-Schule” (eine Bildungseinrichtung für Kinder aus armen Familien) aufgenommen. Dort lernte Ərəblinski in kürzester Zeit Russisch und schnupperte in die Welt des Theaters.
Sein Debüt als Bühnendarsteller feierte Ərəblinski im Jahr 1897, als er die Rolle des Bräutigams Kərim in der Theaterkomödie „Wesir des Khanats Lənkəran“ von Mirzə Fətəli Axundov spielte. Eine große Popularität verlieh ihm die Titelrolle Fəxrəddin bei der 1905 stattgefundenen Uraufführung der Tragödie “Müsibəti Fəxrəddin” (Fachraddins Trauer), die aus der Feder des aserbaidschanischen Dramaturgen Nəcəf bəy Vəzirov stammt. Das Repertoire von Ərəblinski umfasste eine große Anzahl von weiteren Rollen wie etwa “Şah” im Bühnenwerk “Ağa Məhəmməd Şah Qacar” von Əbdürrəhim bəy Haqverdiyev, “Chlestakow” in Gogols Komödie “Der Revisor”, “Otello” in der gleichnamigen Tragödie von Shakespeare etc.
Das Pseudonym “Ərəblinski” übernahm der Akteur während seiner Tournee in Derbent vom Familiennamen einer jungen Zuschauerin, in die er angeblich verliebt war.
Ab 1907 war Ərəblinski als Theaterregisseur tätig. Im Jahr 1916 spielte er die Rolle Lütfəli bəy im Film “Im Königreich von Öl und Millionen” des Regisseurs Boris Svetlow. Es war sein einziges Werk als Filmdarsteller.

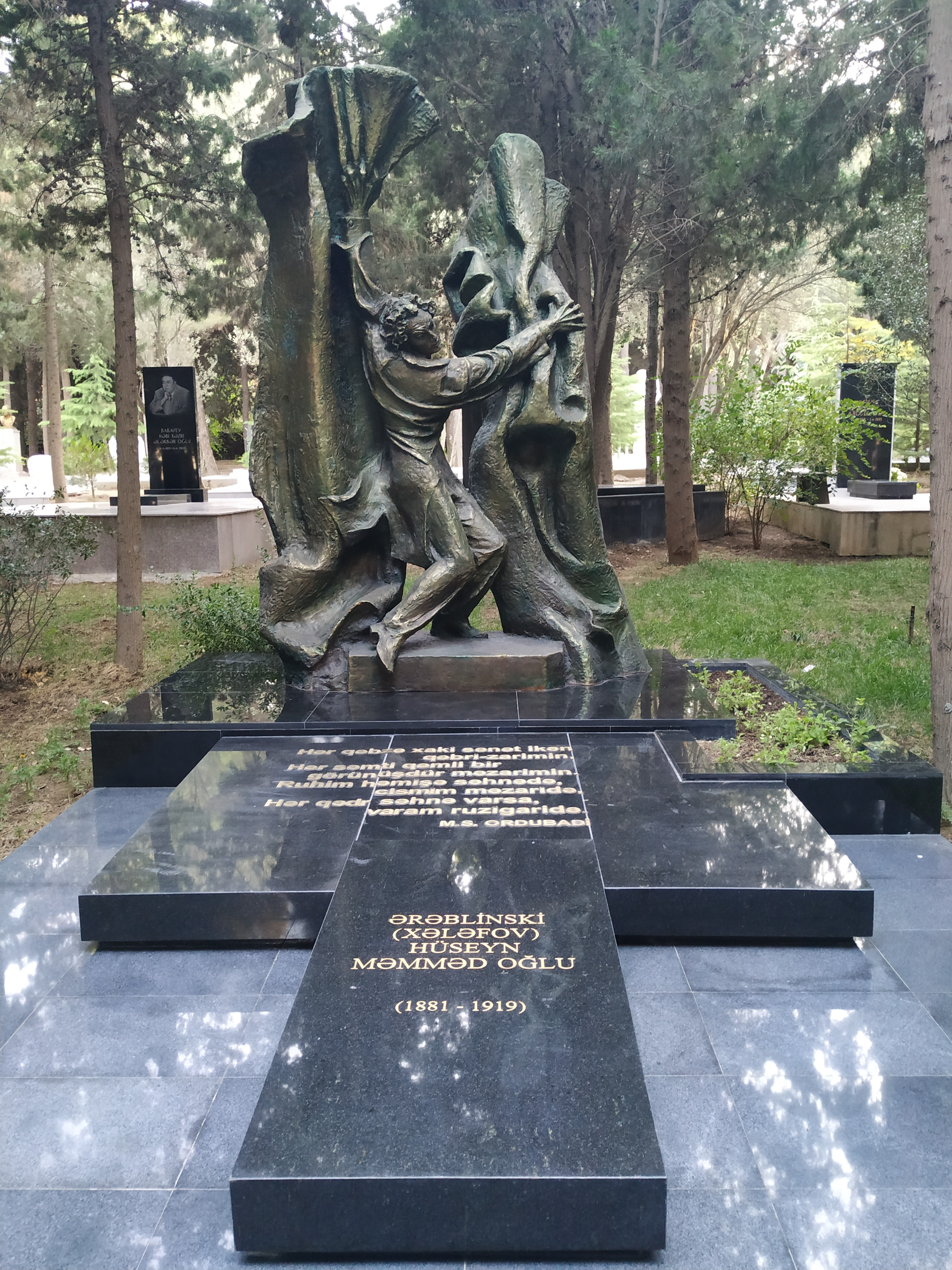
Grabstätte von Hüseyn Ərəblinski im Ehrenfriedhof "Fəxri Xiyaban" in Baku

## Ermordung

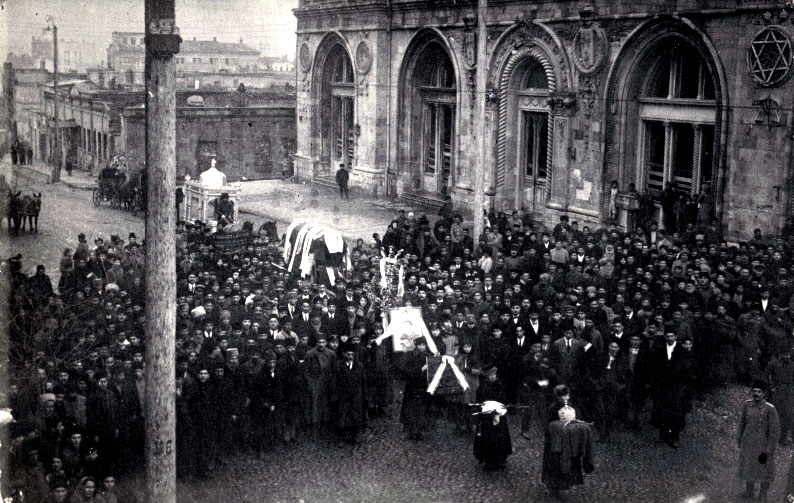
Trauerfeier von Hüseyn Ərəblinski

Ərəblinski wurde am 5. März 1919 zwei Tage vor der Erstaufführung von Müslüm Maqomayevs Oper “Şah Ismayıl”, bei der er als Regisseur fungierte, erschossen. Die genauen Hintergründe seiner Ermordung sind bis heute unklar. In der Sowjetzeit wurden die Nationalisten bzw. Musawatisten dafür verantwortlich gemacht. Laut einer anderen Version fiel Ərəblinski den damals vorherrschenden negativen gesellschaftlichen Vorurteilen über die Darstellung weiblicher Rollen durch Männer zum Opfer. Demnach sei er von seinem Cousin getötet worden, weil er im Theater viele weibliche Rollen spielte.